# Battaglia di Kawagoe
L'Assedio del castello di Kawagoe (河越城の戦い?, Kawagoe-jyō no tatakai) o battaglia di Kawagoe fece parte di un tentativo fallito del clan Uesugi di riconquistare il castello di Kawagoe dal clan Hōjō durante il periodo Sengoku. Uesugi Tomosada del ramo Ogigayatsu del clan Uesugi fu raggiunto nella battaglia dal suo parente più potente Uesugi Norimasa e da Ashikaga Haruuji, il Kantō kubō di Koga, e da una serie di daimyō anti-Hōjō del Kantō.
Nonostante una forza assediante travolgente di circa 85 000 uomini, i 3 000 soldati della guarnigione del castello, guidati da Hōjō Tsunashige, resistettero fino all'arrivo dei rinforzi. I rinforzi, di soli 8 000 uomini, erano comandati dal fratello di Tsunashige, Hōjō Ujiyasu, ed un singolo guerriero fu inviato a sgattaiolare attraverso le linee d'assedio Uesugi per informare la guarnigione che i rinforzi erano arrivati. Sebbene ancora fortemente in inferiorità numerica, delle spie ninja informarono gli Hōjō che gli aggressori, Ashikaga Haruuji in particolare, erano poco vigili a causa della loro eccessiva fiducia nella vittoria.
Allora gli Hōjō provarono una tattica rischiosa, coordinando un attacco notturno tra la guarnigione ed i rinforzi. Andando contro le usanze dei samurai, gli fu ordinato di lasciare gli equipaggiamenti pesanti che li avrebbero rallentati e forse rivelati, e di non preoccuparsi di prendere le teste dei loro nemici sconfitti. Questo negava ai guerrieri molto onore perché i loro trionfi non sarebbero stati notati, ma la lealtà intensa dei samurai Hōjō fece loro eseguire gli ordini.
La tattica riuscì e gli Hōjō sventarono l'assedio. Questa sconfitta portò quasi all'estinzione del ramo Ogigayatsu-Uesugi.